# Georges Jean Kieffer
 (mars 2018).
Georges Jean Kieffer, ou le « Géant d’Obermodern », né le 5 novembre 1912 à Metz et mort le 26 août 1946 à Obermodern, a vécu au XXe siècle en Alsace, et mesurait 2,42 m.

## Biographie

### Enfance et famille
Georges Jean Kieffer, surnommé le « Géant d’Obermodern » est né le 5 novembre 1912 à Metz, en Lorraine et mort le 26 août 1946 à Obermodern, en Alsace. Il est électricien. Son père, Jean-Georges Kieffer, est conducteur de locomotive et sa mère, Christine Caroline Jundt, est femme de ménage. Georges Jean Kieffer est surnommé le « Géant d’Obermodern » car il mesurait 2,42 m et avait une pointure de chaussure de 64.

### Vie privée
Après la Première Guerre mondiale (1914-1918), la famille Kieffer retourne vivre en Alsace, à Obermodern, leur terre natale.
À 14 ans, Georges a encore une taille normale, mais il grandit et à 20 ans, il mesure 2,17 m. À l’âge de 33 ans, il atteint la taille de 2,42 m et chausse des souliers de taille 64. La médecine de l’époque explique cette croissance spontanée par un dysfonctionnement, causé par une blessure au genou, due à la chute d’une échelle,.
Ses vêtements, comme ses chaussures ou ses pantalons, sont faits sur mesure. L’atelier de Saint-Étienne lui a fabriqué un vélo à sa taille. Son lit mesurait 2,50 m.
Sa taille gigantesque lui permet d’éviter l’incorporation forcée dans la Wehrmacht, en tant que Malgré-Nous. Georges Kieffer était très attaché à la France.
En 1937, à la foire de Paris, le titre de « plus grand homme du monde » lui est attribué.
Georges Kieffer est connu comme « the big man in the FFI » (le grand homme des FFI).  Il est la coqueluche des libérateurs américains. Ces derniers exportent sa renommée Outre-Atlantique en le surnommant ainsi. De nombreux soldats souhaitent poser avec lui pour des cartes postales. De plus, le journal The Charleston Gazette datant du 21 mars 1945  raconte que Georges a perdu du poids, car les Nazis le privaient de tickets de rationnement. Il passe de 138 kg à 127 kg.

### Mort
Il décède en 1946 à l'âge de 33 ans. Désormais, ses chaussures sont exposées dans la cordonnerie Oesterlé à Haguenau.